# Chien 51
Pour plus de détails, voir Fiche technique et Distribution.
Chien 51 est un film français de science-fiction réalisé par Cédric Jimenez et dont la sortie est prévue le 15 octobre 2025. Il s'agit de l'adaptation cinématographique du roman du même nom de Laurent Gaudé.

## Synopsis
En 2045, Paris est divisée en zones correspondantes aux classes sociales et surveillée par une IA nommée Alma. Lorsque l'inventeur d'Alma est assassiné, Salia, une enquêtrice d'élite de la Zone 2, et Zem, un policier désillusionné de la Zone 3, doivent travailler ensemble pour trouver le coupable. Leur enquête va vite dévoiler une vaste conspiration qui remet en cause l'ordre établi.

## Fiche technique
Sauf indication contraire, les informations mentionnées dans cette section peuvent être confirmées par les bases de données cinématographiques IMDb et Allociné,  présentes dans la section « Liens externes ».
- Titre original : Chien 51
- Titre de travail : Alma[1]
- Réalisation : Cédric Jimenez
- Scénario : Cédric Jimenez et Olivier Demangel, d’après le roman du même nom de Laurent Gaudé
- Musique : Guillaume Roussel
- Production : Hugo Sélignac
- Sociétés de production : Chi-Fou-Mi Productions, Studiocanal et Artémis Productions
- Société de distribution : Studiocanal
- Pays de production :  France -  Belgique
- Langue originale : français
- Budget : 42,01 millions d'euros[2]
- Format : couleur
- Genre : science-fiction, dystopie, policier
- Date de sortie : 
  - France : 15 octobre 2025[3] Date sujette à modification

## Distribution
- Gilles Lellouche : Zem
- Adèle Exarchopoulos : Salia
- Louis Garrel
- Romain Duris
- Valeria Bruni Tedeschi
- Artus
- Lala &ce
- Hugo Dillon
- Stéphane Bak
- Daphné Patakia
- Agathe Mougin
- Thomas Bangalter

## Production
Le tournage est prévu du 18 août au 18 décembre 2024, en Île-de-France, en région PACA et à Bruxelles.
D'abord prévu pour jouer un rôle encore inconnu, l'acteur et réalisateur québécois Xavier Dolan est finalement remplacé par le français Romain Duris.